# Pseudacteon lontrae
Pseudacteon lontrae är en tvåvingeart som beskrevs av Mattos och Orr 2002. Pseudacteon lontrae ingår i släktet Pseudacteon och familjen puckelflugor. Inga underarter finns listade i Catalogue of Life.